# 叠裂黄堇
叠裂黄堇（学名：Corydalis dasyptera）为罂粟科紫堇属下的一个种。

## 扩展阅读
- 維基物種上的相關：叠裂黄堇